# Sergueï Viktorovitch Kotchoubeï
Pour les autres membres de la famille, voir Famille Kotchoubeï.
Sergueï Viktorovitch Kotchoubeï (en alphabet cyrillique : Сергей Викторович Кочубей), né le 17 décembre 1820 , décédé le 16 décembre 1880. Titré comte en 1831, puis prince. Maréchal de la noblesse de l'oblast de Poltava. Membre honoraire de la Bibliothèque publique impériale de Saint-Pétersbourg. Conseiller d'état (1854). Membre du Yacht Club impérial de Saint-Pétersbourg.

## Famille

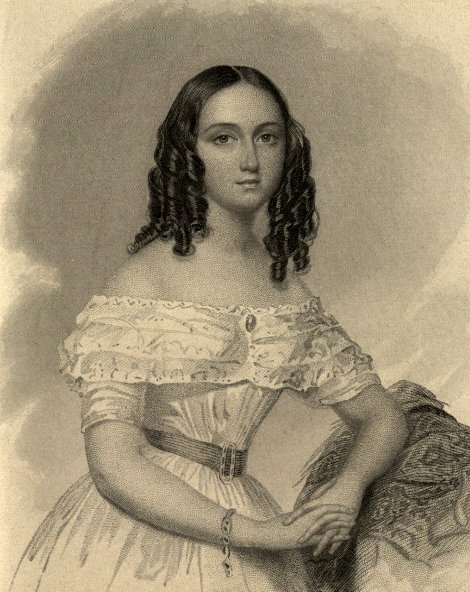
Sofia Alexandrovna von Benckendorff épouse du prince Sergueï Viktorovitch Kotchoubeï. (1841).

Fils cadet du prince Viktor Pavlovitch Kotchoubeï et de son épouse Maria Vassilievna Vassiltchikova.
En 1859, le prince Sergueï Vikotorovitch Kotchoubeï épousa la comtesse Sofia Alexandrovna von Benckendorff (1824-1879), fille du comte Alexandre von Benckendorff et de son épouse Ielizaveta Andreïevna Donets-Zakharjevskaïa (1788-1857) et veuve du prince Pavel Grigorievitch Demidov (1738-1821).
Deux enfants naquirent de cette union :
- Viktor Sergueïevitch Kotchoubeï (1860-1923), général et adjudant du tsarévitch Nicolas Alexandrovitch de Russie. Il épousa la princesse Ielena Konstantinova Belosselskaïa-Belozerskaïa (1869-1944).
- Vassili Sergueïevitch Kotchoubeï (1862-1911). Il épousa Natalia Afanassievna Stolypina (1872-1915)[1].

## Biographie

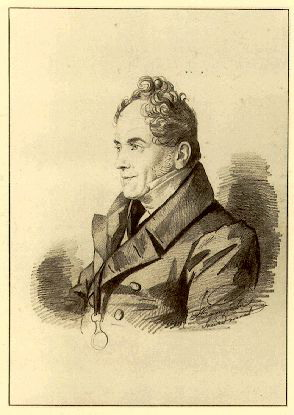
Le prince Viktor Pavlovitch Kotchoubeï père du prince Sergueï Viktorovitch Kotchoubeï en 1832.

Sergueï Viktorovitch Kotchoubeï eut pour ascendant Küçük, un bey tartare de Crimée. Né dans une famille ukrainienne. Ses parents de famille noble cosaque furent les propriétaires des domaines de Dikanka (oblast de Poltava aujourd'hui en Ukraine. Quatrième fils du comte Viktor Pavlovitch Kotchoubeï.
En 1841, Le jeune Sergueï obtint son diplôme de la faculté de physique et de mathématiques de l'Université de Saint-Pétersbourg. Puis, il occupa une fonction au Département des principautés (Institution d'État de l'Empire russe ayant à charge la gestion (apanage et jusqu'en 1863 des paysans résidant sur les terres de la famille impériale de Russie). Au cours de son séjour dans les régions du Caucase puis de Transcaucasie, il prit une part active dans la prospection et le développement du charbon. En 1847, son travail de recherche fut récompensé, il fut décoré de l'Ordre de Saint-Vladimir (4e classe).
Quelques années plus tard, en qualité de fonctionnaire, il remplit certaines missions spéciales pour le ministère de l'Intérieur.
Sergueï Viktorovitch Kotchoubeï fut l'un des premiers membres du Yacht Club Impérial de Saint-Pétersbourg. Entre 1849 et 1850, à bord de son yacht, il entreprit un voyage en Europe, parti de Kronstadt il navigua jusqu'en mer Noire.

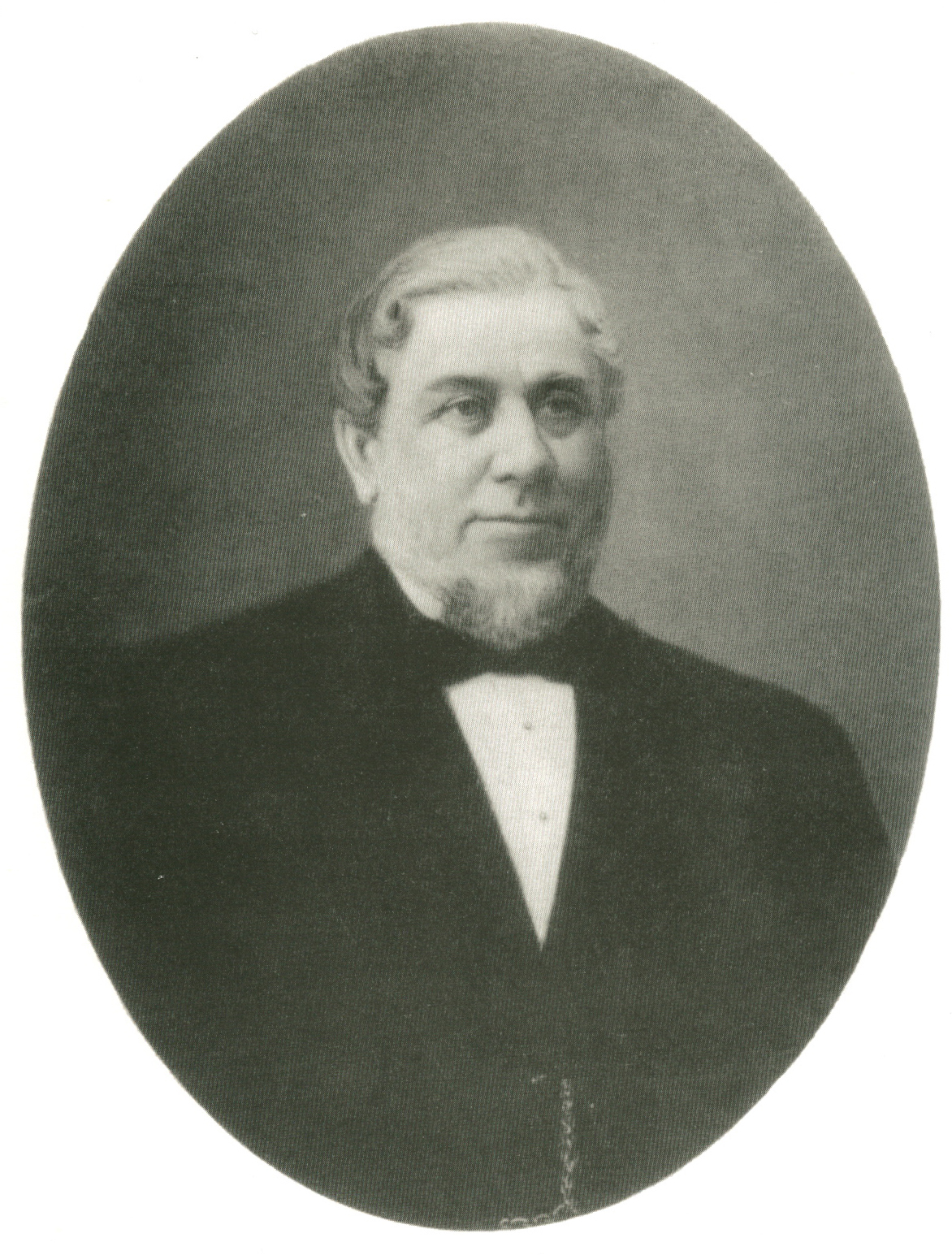
John James Hughes (homme d'affaires) (1814-1889), ingénieur, métallurgiste, industriel anglais, fondateur de la ville de Donetsk.

Associé à son frère Mikhaïl, il créa des sociétés par actions, en outre, il signa un contrat avec le gouvernement impérial de Russie dans lequel il s'engagea à construire une usine à Iekaterinoslav, usine destinée à la fabrication de rails de chemin de fer. En 1869, pour une somme de 24 000 livres sterling, il céda cette concession à l'ingénieur et métallurgiste anglais John James Hughes (1814-1889). Selon certains témoignages, le comte aurait reçu 980 parts pour un montant de 240 000 livres sterling et fut nommé directeur de la Société du Charbon et industrie du fer et du rail Novorossiskoïe.
Au décès de son père survenu en 1834, Sergueï Viktorovitch Kotchoubeï hérita de la bibliothèque paternelle, celle-ci se composait de 30 000 œuvres. En 1876, sous certaines conditions (exposition d'une partie de la collection des livres et d'un portrait de Viktor Pavlovitch Kotchoubeï dans l'une des salles de la bibliothèque), le comte Kotchoubeï fit don d'une partie de la collection de livres à la Bibliothèque publique impériale de Saint-Pétersbourg, et une autre partie fut offerte à l'Université de Kharkov.
La Bibliothèque publique impériale de Saint-Pétersbourg sélectionna 2 429 œuvres littéraires dont certaines d'une grande rareté. En 1878, il fut membre honoraire de cette bibliothèque.

## Décès
Le prince Sergueï Viktorovitch Kotchoubeï décéda le 16 décembre 1889.

## Distinctions
- 1847 :  Ordre de Saint-Vladimir (4e classe)

## Sources
- « 13q.ru »(Archive.org • Wikiwix • Archive.is • Google • Que faire ?)